# Джамку
Джамку́ (рос. Джамку) — селище у складі Солнечного району Хабаровського краю, Росія. Адміністративний центр та єдиний населений пункт Джамкуського сільського поселення.

## Населення
Населення — 646 осіб (2010; 678 у 2002).
Національний склад (станом на 2002 рік):
- росіяни — 89 %